# Donald le chanceux
Série Donald Duck
Pour plus de détails, voir Fiche technique et Distribution.
Donald le chanceux (Donald's Lucky Day) est un court métrage d'animation américain des studios Disney avec Donald Duck, sorti le 13 janvier 1939.

## Synopsis
Donald doit livrer un mystérieux paquet le vendredi 13. Il semble poursuivi pas la  malchance, croisant par exemple en chat noir. De plus, le  paquet fait un tic-tac étrange.

## Fiche  technique
- Titre original : Donald's Lucky Day
- Titre français : Donald le chanceux
- Série : Donald Duck
- Réalisation : Jack King
- Scénario : Carl Barks, Jack Hannah, Harry Reeves
- Animation : Al Eugster, Jack Hannah, Ed Love
- Musique : Paul J Smith, Charles Wolcott
- Production : Walt Disney
- Société de production : Walt Disney Productions
- Société de distribution : RKO Radio Pictures
- Format : Couleur (Technicolor) - 1,37:1 - Son mono (RCA Sound System)
- Durée : 8 min
- Langue :  Anglais
- Pays :  États-Unis
- Dates de sortie :  États-Unis  : 13 janvier 1939

## Voix originales
- Clarence Nash  : Donald Duck

## Voix françaises
- Sylvain Caruso : Donald Duck
- ??? : le livreur / l'homme à la radio
- ??? : un homme
- ??? : le chanteur à la radio

## Commentaires
Ce film traite des peurs liées aux superstitions et à la malchance. Le titre  français est incorrect car la traduction devrait être « le jour de chance de Donald ».

## Titre en différentes langues
Source : IMDb
- Allemagne : Donalds  Glückstag
- Argentine : El Día de  la suerte de Donald
- Suède : Kalle  Ankas lyckliga dag, Kalle Ankas  lyckodag

## Sorties DVD
- Les Trésors de Walt  Disney : Donald de A à  Z, 1re partie (1934-1941).